# Willem van Zwolle
Willem van Zwolle († 20 oktober 1529) was een hoveling van koning Christiaan II van Denemarken en een luthers martelaar.

## Leven
Willem van Zwolle diende als foerier aan het hof van de verdreven Deense koning Christiaan II, die in ballingschap verbleef te Lier. Ook zou hij in dienst zijn geweest van Syberich Willems, de moeder van 's konings maîtresse. Net als zijn koninklijke beschermheer onderhield hij nauwe contacten met lutherse kringen in Brabant. Rond 1525 zou hij geschriften hebben verspreid in Mechelen.
In 1526 belastte Christiaan II hem ermee de afgezette priester Claes van der Elst terug te halen uit Duitsland. Van Zwolle begeleidde Van der Elst naar Brussel om er te preken in kringen van hofkunstenaars, onder wie Bernard van Orley en Pieter de Pannemaeker. De groep werd ontmaskerd en vervolgd. 
Met andere medewerkers van Christiaan II werd Willem van Zwolle in 1528 gearresteerd en opgesloten in het Kasteel van Vilvoorde. De koning wist hen vrij te krijgen, maar het volgende jaar werd hij weer opgepakt nadat hij de Leuvense theologieprofessoren had uitgedaagd voor een twistgesprek. De inquisiteur-generaal stelde een lijst met artikelen op ter bepaling van zijn geloofspositie, maar hij weigerde zich te herroepen. Hij werd schuldig bevonden aan ketterij en stierf de vuurdood in Mechelen.

## Publicatie
Willems geloofsgenoten in Wittenberg publiceerden het volgende jaar zijn verhoor en bekentenis met een lied dat hij in gevangenschap zou hebben geschreven. Johannes Bugenhagen verzorgde het voorwoord.
- Artickel der Doctorn von Louen, zu welchen, Wilhelm von Zwollen Königs Christiernen Forirer, Christlich hat geantwort, Vnd da neben eine Christliche bekentnis gethan, dar auff er zu Mechelen ym Niderlande verbrand ist, Wittenberg, 1530

## Voetnoten
1. ↑  "Forirer" is het ambt dat Van Zwolle wordt toegekend in de publicatie verzorgd in 1530 door Johannes Bugenhagen.
2. 1 2  Guy Liagre, "Prefiguraties, aanwezigheid en ontwikkeling van het Nederlandstalig protestantisme. Situatie in enige Vlaams-Brabantse steden (16de eeuw)" in: Eigen Schoon & De Brabander, 2002, p. 420
3. ↑  Victoria Christman, "The Claes vander Elst Conventicle" in: Pragmatic Toleration. The Politics of Religious Heterodoxy in Early Reformation Antwerp, 1515-1555, 2015, p. 39
4. ↑  Samuel Cramer en Fredrik Pijper, Bibliotheca Reformatoria Neerlandica, vol. 8, Het martelaarschap van Hendrik Vos en Joannes van den Esschen, Willem van Zwolle, Hoste vander Katelyne, Christophorus Fabritius en Oliverius Bockius, Guido de Bres en Peregrin de La Grange, 1911, p. 142
5. ↑  Johan Decavele, "Vroege reformatorische bedrijvigheid in de grote Nederlandse steden. Claes van der Elst te Brussel, Antwerpen, Amsterdam en Leiden (1524-1528)" in: Nederlands archief voor kerkgeschiedenis, 1990, nr. 70, p. 20 n. 24
6. ↑  Gert Gielis, "In reparationem scandali. Inquisitoriale praxis in een proces tegen Brusselse 'lutheriaenen' (1527)" in: Eigen Schoon en De Brabander, 2015, nr. 3, p. 438